# Metropolitan Railway

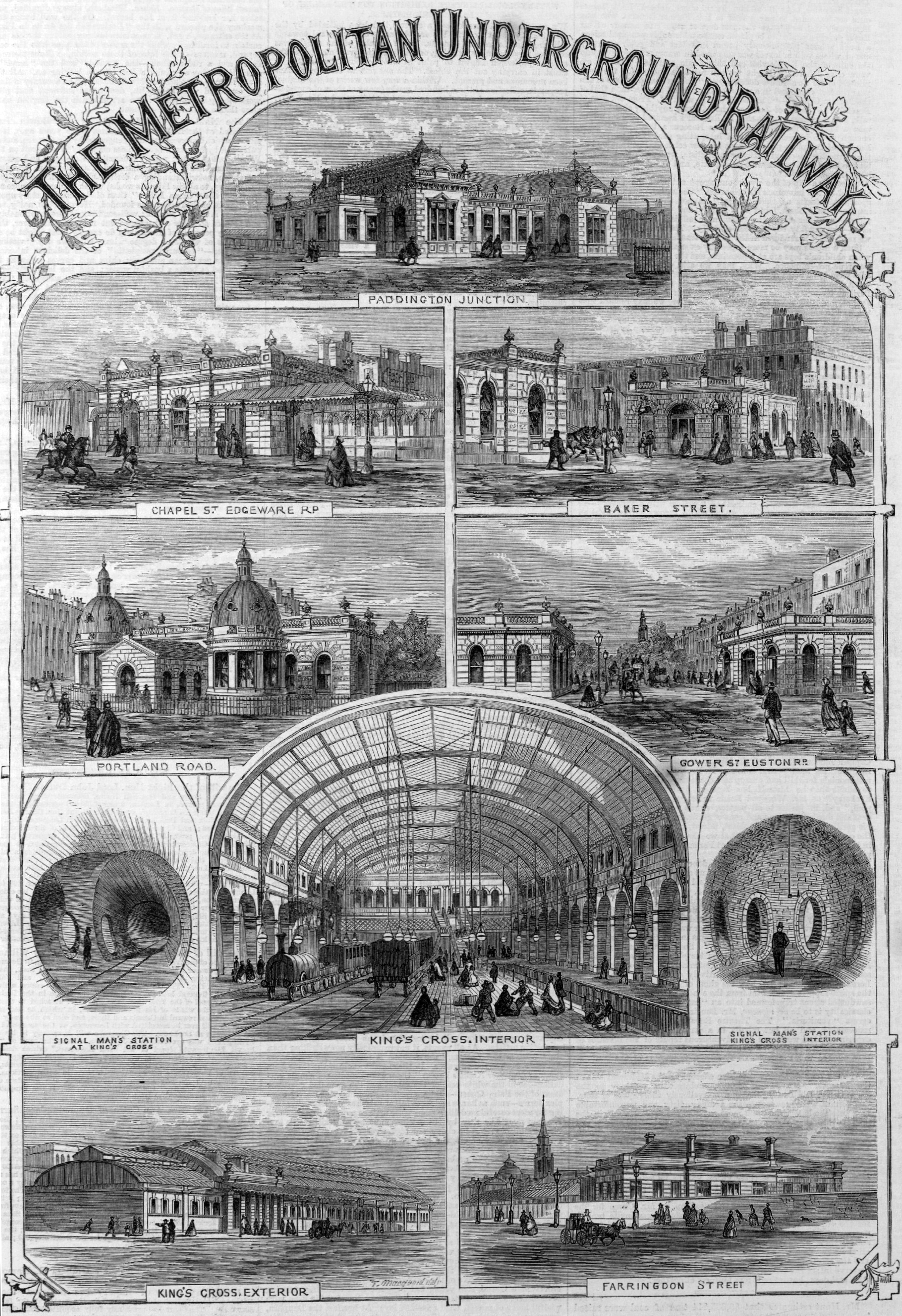
Montagem das estações da Metropolitan Railway a partir de dezembro de 1862, no mês anterior à abertura da ferrovia

A Metropolitan Railway (MetR ou Met) e a Metropolitan District Railway (District), em português, Caminho de Ferro Metropolitano, Estrada de Ferro Metropolitana ou Ferrovia Metropolitana; e Caminho de Ferro do Distrito Metropolitano, Estrada de Ferro do Distrito Metropolitano ou Ferrovia do Distrito Metropolitano foram os dois primeiros metropolitanos a serem construídos em Londres, a criação do primeiro sistema de metrô do mundo. Embora separadas e independentes e, muitas vezes ferozes rivais, as histórias da MetR e da District estão indissociavelmente ligados através de sua construção conjunta do Inner Circle (agora a Linha Circle).
Estes dois caminhos formaram a base do que viria a tornar-se conhecido como a rede do Metrô de Londres.

## História

### Paddington à City, 1853–63

A ferrovia como foi aberta em 1863

A ferrovia de 3,75 milhas (6 km) foi aberta ao público no sábado 10 de janeiro de 1863. Havia estações em Paddington (Bishop's Road) (atual Paddington), Edgware Road, Baker Street, Portland Road (atual Great Portland Street), Gower Street (atual Euston Square), King's Cross (atual King's Cross St Pancras) e Farringdon Street (atual Farringdon).
A ferrovia foi aclamada com sucesso, transportando 38 000 passageiros no dia, usando trens GNR para complementar o serviço. Nos primeiros 12 meses, 9,5 milhões de passageiros foram transportados e nos 12 meses seguintes isso aumentou para 12 milhões.
O horário original permitia 18 minutos para a viagem. A frequência de serviço fora do pico era a cada 15 minutos, aumentada para dez minutos durante o pico da manhã e reduzida em 20 minutos no início da manhã e após as 20h. A partir de maio de 1864, os retornos dos trabalhadores eram oferecidos nos serviços das 5h30 e 5h40 de Paddington, ao custo de um único bilhete (3d).
Inicialmente, a ferrovia era operada pelas locomotivas a vapor Metropolitan Class de bitola larga e material rodante da GWR. Logo após o desentendimento inicial entre a Met e a GWR sobre a necessidade de aumentar a frequência, a GWR retirou seu estoque em agosto de 1863. A Met continuou operando um serviço reduzido usando o material rodante de bitola padrão GNR antes de comprar suas próprias locomotivas de bitola de Beyer, Peacock e material rodante.
A Metropolitan encomendou inicialmente 18 locomotivas-tanque, das quais uma característica fundamental era o equipamento de condensação que impedia a maior parte do vapor de escapar enquanto os trens estavam em túneis; eles foram descritos como "belos motores pequenos, pintados de verde e distinguidos principalmente por seus enormes cilindros externos". O projeto mostrou-se tão bem-sucedido que eventualmente 120 foram construídos para fornecer tração na Metropolitan, na District Railway (em 1871) e em todas as outras linhas subterrâneas "cut and cover". Esse motor de tanque 4-4-0 pode, portanto, ser considerado o motor pioneiro da primeira ferrovia subterrânea de Londres; finalmente, 148 foram construídos entre 1864 e 1886 para várias ferrovias, e a maioria continuou funcionando até a eletrificação em 1905.

### Extensões e o Inner Circle, 1863–84

As City Widened Lines entre King's Cross e Moorgate Street e suas conexões. A curva leste ao sul da LC&DR foi aberta em 1871, a estação em Snow Hill foi aberta em 1874

Com as conexões com a GWR e a GNR em construção e as conexões com a Midland Railway e a London, Chatham and Dover Railway (LC&DR) planejadas, a Met obteve permissão em 1861 e 1864 para duas faixas adicionais de King's Cross até Farringdon Street e uma extensão de quatro faixas para leste até Moorgate. A Met usava duas faixas: as outras duas faixas, a City Widened Lines, eram usadas principalmente por outras empresas ferroviárias.
Um par de túneis de via única em King's Cross, conectando a GNR à Met, abriu em 1 de outubro de 1863, quando a GNR começou a executar serviços, a GWR retornando no mesmo dia com trens suburbanos de lugares como Windsor. Em 1864, a Met possuía carruagens e locomotivas suficientes para rodar seus próprios trens e aumentar a frequência para seis trens por hora.
Em 1 de janeiro de 1866, os serviços conjuntos da LC&DR e da GNR da Blackfriars Bridge começaram a operar através do túnel Snow Hill sob o Mercado de Smithfield para Farringdon e ao norte para a GNR. A extensão da Aldersgate Street e da Moorgate Street (hoje Barbican e Moorgate) foi aberta no dia 23 de dezembro de 1865 e todas as quatro faixas foram abertas em 1 de março de 1866.
Os novos trilhos de King's Cross a Farringdon foram usados pela primeira vez por um trem de carga da GNR em 27 de janeiro de 1868. A junção da Midland Railway foi aberto em 13 de julho de 1868 quando os serviços chegaram a Moorgate Street antes do terminal de St Pancras ser aberto. A linha saiu da linha principal em St Paul's Road Junction, entrando em um túnel de duas vias e juntando as Widened Lines em Midland Junction.

### Extension Line, 1868–99

Em 1871, começaram os serviços do inner circle, começando em Mansion House e viajando para Moorgate Street via South Kensington e Paddington. As empresas tinham seus próprios pares de trilhos entre Kensington High Street e South Kensington

No sábado, 1 de julho de 1871, um banquete de abertura contou com a presença do Primeiro Ministro William Gladstone, que também era acionista. Na segunda-feira seguinte, a Mansion House abriu e a District começou a operar seus próprios trens. A partir dessa data, as duas empresas operavam um serviço conjunto Inner Circle entre Mansion House e Moorgate Street via South Kensington e Edgware Road a cada dez minutos, complementado por um serviço da District a cada dez minutos entre Mansion House e West Brompton e serviços suburbanos da H&CR e da GWR entre Edgware Road e Moorgate Street.

A linha conjunta (mostrada em azul) que completou o Inner circle em 1884 e deu à Met e à District acesso à East London Railway. A estação da Met em Tower of London foi fechada logo após a abertura da linha. Os serviços da District foram estendidos a leste de Whitechapel sobre a Whitechapel & Bow Railway em 1902.

O conflito entre a Met e a District e as despesas de construção atrasaram mais progressos na conclusão do inner circle. Em 1874, os financiadores frustrados da City formaram a "Metropolitan Inner Circle Completion Railway Company", com o objetivo de terminar a rota. Esta empresa foi apoiada pela District e obteve autoridade parlamentar em 7 de agosto de 1874. A empresa se esforçou para angariar fundos e uma extensão do prazo foi concedida em 1876. Uma reunião entre a Met e a District foi realizada em 1877, com a Met agora desejando acessar a SER através da East London Railway (ELR). Ambas as empresas promoveram e obtiveram uma Lei do Parlamento em 1879 para a extensão e o vínculo com o ELR, a Lei também garantindo cooperação futura, permitindo que ambas as empresas acessem todo o círculo. Uma grande contribuição foi feita pelas autoridades para melhorias substanciais nas vias e esgotos. Em 1882, a Met estendeu sua linha de Aldgate para uma estação temporária na Tower of London. Dois contratos para a construção de linhas conjuntas foram firmados, da Mansion House a Tower em 1882 e do círculo ao norte de Aldgate até Whitechapel com uma curva para a ELR em 1883. A partir de 1 de outubro de 1884, a District e a Met começaram a operar trens de St Mary's através desta curva para a ELR até a estação de New Cross. Após uma cerimônia de abertura oficial em 17 de setembro e julgamento um serviço circular iniciou na segunda-feira 6 de outubro de 1884. No mesmo dia, a Met estendeu alguns serviços da H&CR sobre a ELR para New Cross, ligando para novas estações conjuntas em Aldgate East e St Mary's. As estações conjuntas foram abertas na linha circular em Cannon Street, Eastcheap (Monument a partir de 1 de novembro de 1884) e Mark Lane. A estação da Torre de Londres da Met foi fechada em 12 de outubro de 1884, depois que a District se recusou a vender passagens para a estação. Inicialmente, o serviço era de oito trens por hora, completando o círculo de 13
 milhas (21 quilômetros) em 81–84 minutos, mas isso se provou impossível de manter e foi reduzido para seis trens por hora, com um tempo de 70 minutos em 1885. Os guardas não tiveram intervalos durante a viagem até setembro de 1885, quando foram permitidos três intervalos de 20 minutos.
Em abril de 1868, a Metropolitan & St John's Wood Railway (M&SJWR) abriu uma ferrovia de via única em túnel para Swiss Cottage a partir de novas plataformas em Baker Street (chamada Baker Street East) Havia estações intermediárias em St John's Wood Road e Marlborough Road, ambas com circuitos de cruzamentos, e a linha era operada pela Met com um trem a cada 20 minutos. Uma junção foi construída com o Inner Circle em Baker Street, mas não havia trens passando antes de 1869.

### Eletrificação, 1900–14
As unidades elétricas múltiplas começaram a funcionar em 1 de janeiro de 1905 e, em 20 de março, todos os serviços locais entre Baker Street e Harrow foram elétricos. O uso de trens de seis vagões foi considerado um desperdício na linha levemente usada para Uxbridge e na condução de um ônibus fora de pico para Harrow a Met despertou o desagrado da Junta Comercial por usar um carro motor para impulsionar dois reboques. Um trem a vapor curto foi usado para serviços fora de pico desde o final de março, enquanto que alguns reboques foram modificados para adicionar um táxi, entrando em serviço a partir de 1 de junho.
Em 1 de julho de 1905, a Met e a District introduziram unidades elétricas no círculo interno até que mais tarde um dia, uma unidade múltipla do Met derrubou o trilho de corrente positiva na District e o serviço da Met foi retirado. Foi encontrada uma incompatibilidade entre a maneira como as sapatas foram montadas nos trens Met e nos trilhos District e os trens Met foram retirados da District e modificados. O serviço elétrico completo começou em 24 de setembro, reduzindo o tempo de viagem ao redor do círculo de 70 para 50 minutos.
A GWR construiu uma usina de energia de 6MW em Park Royal e eletrificou a linha entre Paddington e Hammersmith e o ramal de Latimer Road a Kensington (Addison Road). Um serviço elétrico com material circulante de propriedade conjunta iniciou na H&CR em 5 de novembro de 1906. No mesmo ano, o Met suspendeu a execução na East London Railway, terminando na estação District de Whitechapel até que a linha fosse eletrificada em 1913. O serviço H&CR foi interrompido correndo para Richmond pela L&SWR em 31 de dezembro de 1906; os motores a vapor sobre trilhos GWR corriam de Ladbroke Grove para Richmond até 31 de dezembro de 1910.
A linha além de Harrow não foi eletrificada, de modo que os trens foram rebocados por uma locomotiva elétrica de Baker Street, alterada para uma locomotiva a vapor a caminho. A partir de 1 de janeiro de 1907, a troca ocorria em Wembley Park. A partir de 19 de julho de 1908 , as locomotivas eram trocadas em Harrow. Os serviços de hora de ponta da GWR para a cidade continuaram a operar, a tração elétrica substituindo o vapor em Paddington desde janeiro de 1907, embora os serviços de frete para Smithfield continuassem sendo transportados a vapor por toda parte.
Em 1908, Robert Selbie foi nomeado gerente geral, cargo que ocupou até 1930. Em 1909, o serviço limitado à City foi reiniciado. A estação de Baker Street foi reconstruída com quatro faixas e duas plataformas centrais em 1912. Para lidar com o aumento do tráfego a linha ao sul de Harrow foi quadruplicada, em 1913, de Finchley Road para Kilburn, em 1915 para Wembley Park; a linha da Finchley Road até a Baker Street permaneceu em pista dupla, causando um gargalo.

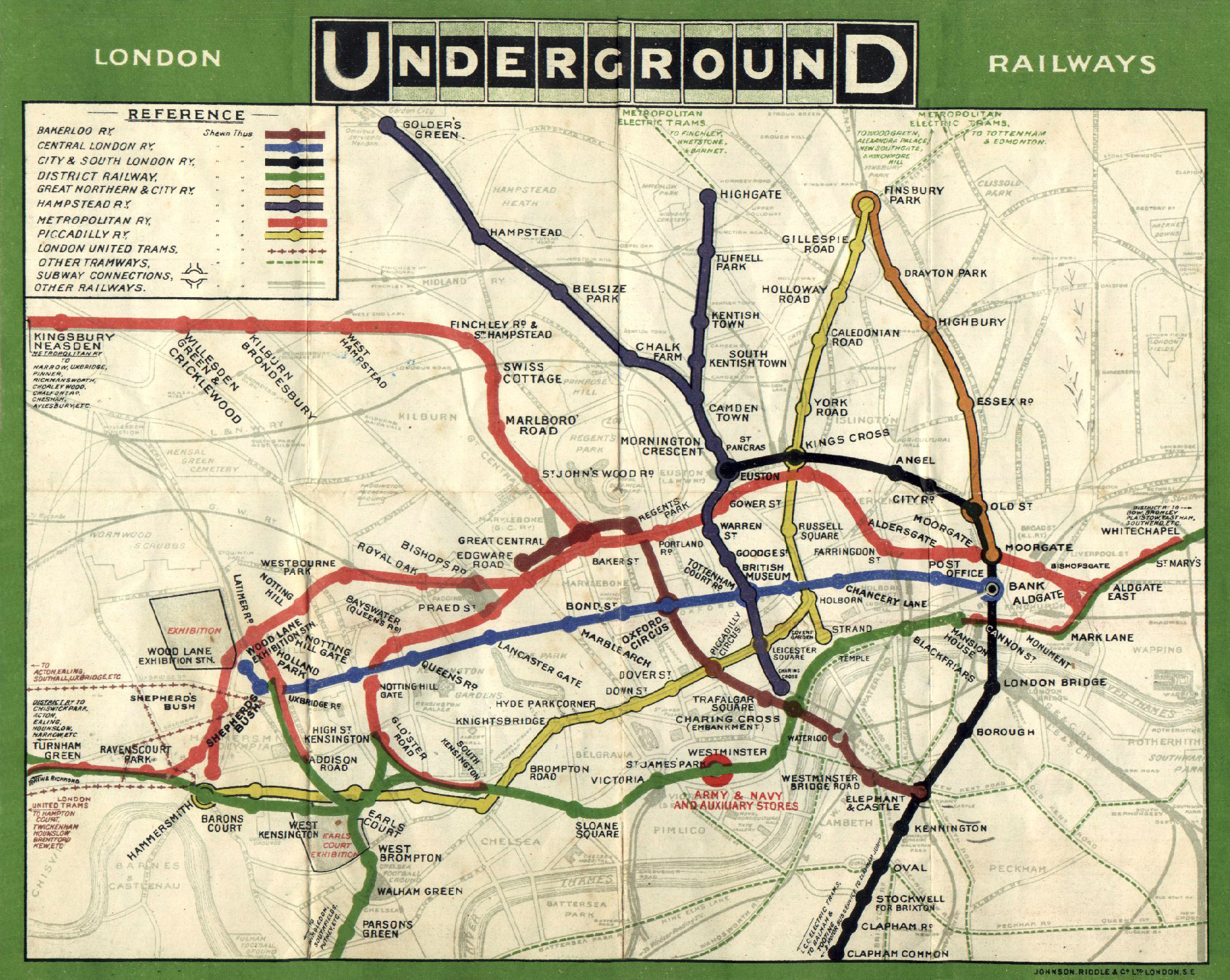
O mapa conjunto UNDERGROUND publicado em 1908. A Metropolitan Railway é mostrada em vermelho

Para promover as viagens pelas ferrovias subterrâneas de Londres, foi acordado um acordo de marketing conjunto. Em 1908, o Met aderiu a esse esquema, que incluía mapas, publicidade conjunta e emissão de bilhetes. Os letreiros UNDERGROUND foram usados fora das estações no centro de Londres. Eventualmente, a UERL controlava todas as ferrovias subterrâneas, exceto a Met e a Waterloo & City, e introduziu as placas de identificação das estações com um disco vermelho e uma barra azul. A Met respondeu com placas da estação com um diamante vermelho e uma barra azul. Coordenação adicional na forma de uma Conferência Geral de Gerentes após a retirada de Selbie em 1911, quando a Central London Railway, sem nenhuma referência à conferência, vendia seus bilhetes de temporadas com preços muito mais baixos do que aquelas nas rotas competitivas do Met. Sugestões de fusão com o Underground Group foram rejeitadas por Selbie, um comunicado de imprensa de novembro de 1912, observando os interesses do Met em áreas fora de Londres, suas relações com as ferrovias principais e seus negócios de frete.

### Guerra e "Metro-land", 1914–32

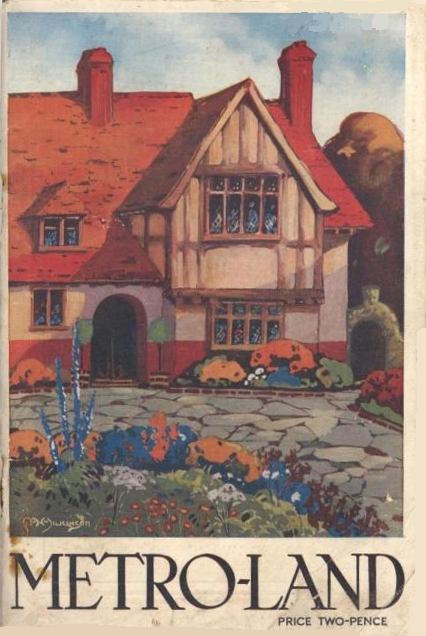
A capa do guia Metro-Land publicado em 1921

Ao contrário de outras empresas ferroviárias, que eram obrigadas a dispor de terrenos excedentes, o Met estava em uma posição privilegiada com cláusulas em seus atos, o que lhe permitia reter os terrenos que julgava necessários para uso ferroviário futuro. Inicialmente, o excedente de terra era gerenciado pelo Land Committee, composto por diretores do Met. Na década de 1880, ao mesmo tempo em que a ferrovia se estendia para além da Swiss Cottage e construía a propriedade dos trabalhadores em Neasden, estradas e esgotos foram construídos em Willesden Park Estate e a terra foi vendida para construtores. Desenvolvimentos semelhantes ocorreram em Cecil Park, próximo a Pinner e, após o fracasso da torre em Wembley, lotes foram vendidos em Wembley Park.
Em 1912, Selbie, então gerente geral, pensou que era necessário algum profissionalismo e sugeriu a criação de uma empresa para substituir o Comitê de Terras Excedentes para desenvolver propriedades próximas à ferrovia. A Primeira Guerra Mundial atrasou esses planos e foi em 1919, com a expectativa de um boom imobiliário, antes da Metropolitan Railway Country Estates Limited (MRCE) ser formada. Preocupada que o Parlamento poderia reconsiderar a posição única que a Met mantinha, a companhia ferroviária procurou aconselhamento jurídico, que era o de que a Met tinha autoridade para manter terras, mas não tinha ninguém para desenvolvê-las. Uma nova companhia foi criada; todos, exceto um de seus diretores, também eram diretores do Met. A MRCE desenvolveu propriedades em Kingsbury Garden Village perto de Neasden, Wembley Park, Cecil Park e Grange Estate em Pinner, e Cedars Estate em Rickmansworth, e criaram lugares como Harrow Garden Village.
O termo Metro-land foi cunhado pelo departamento de marketing do Met em 1915, quando o Guide to the Extension Line se tornou o guia do Metro-land, com preço de 1d. Isso promoveu o terreno servido pelo Met para o caminhante, visitante e depois o caçador de casas. Publicado anualmente até 1932, o último ano completo de independência, o guia exaltou os benefícios do "Bom ar de Chilterns", usando linguagem como "Cada amante da Metroland pode muito bem ter sua própria faia e talha de madeira favoritas - toda a beleza verde trêmula da primavera e castanha-avermelhada e de ouro em outubro". O sonho promovido foi de uma casa moderna em uma paisagem bonita, com um serviço ferroviário rápido para o centro de Londres.
A partir de 1914, a empresa se promoveu como "The Met", mas depois de 1920 o gerente comercial, John Wardle, garantiu que horários e outros materiais publicitários usassem "Metro". O desenvolvimento do terreno também ocorreu no centro de Londres, quando em 1929 o Chiltern Court, um grande e luxuoso bloco de apartamentos, abriu na Baker Street, projetada pelo arquiteto do Met Charles Walter Clark, que também foi responsável pelo design de várias reconstruções de estações na "Metro-land" exterior nesta época.
Em 1925, um ramal foi aberto de Rickmansworth para Watford. Havia uma estação ferroviária em Watford desde 1837, mas em 1895 a Associação de Comerciantes de Watford havia abordado o Met com uma proposta de linha para Watford via Stanmore. Eles se aproximaram novamente em 1904, desta vez em conjunto com o Conselho Distrital local, para discutir um novo plano para um ramal mais curto de Rickmansworth. Uma possível rota foi pesquisada em 1906 e um projeto de lei depositado em 1912 em busca de autoridade para uma linha conjunta da Met & GCR de Rickmansworth ao centro da cidade de Watford que cruzaria Cassiobury Park em um aterro. Houve oposição local ao aterro e a linha foi cortada em uma estação com instalações de mercadorias logo abaixo do parque. A Ata alterada foi aprovada em 7 de agosto de 1912 e o Comitê Conjunto de Watford foi formado antes do início da Primeira Guerra Mundial, em 1914, atrasando a construção. Após a guerra, o Trade Facilities Act 1921 ofereceu garantias financeiras do governo para projetos de capital que promoviam emprego, e o aproveitamento dessa construção começou em 1922. Durante a construção o Railways Act 1921 significou que em 1923 a London and North Eastern Railway (LNER) substituiu a GCR. Onde o ramal encontrou a linha de extensão dois cruzamentos foram construídos, permitindo aos trens acesso para Rickmansworth e Londres. Os serviços começaram em 3 de novembro de 1925 com uma estação intermediária em Croxley Green (atual Croxley), com serviços fornecidos pelas unidades elétricas múltiplas do Met para Liverpool Street via Moor Park e Baker Street e pelos trens a vapor LNER para Marylebone. A Met também administrava um serviço de transporte entre Watford e Rickmansworth.

Um plano de 1925 para uma linha de alívio de Kilburn & Brondesbury até Edgware Road para aliviar os túneis entre Finchley Road e Baker Street

Permaneceu um gargalo em Finchley Road, onde as seções rápidas e lentas convergiam em um par para os túneis originais da M&SJWR para Baker Street. Em 1925, foi desenvolvido um plano para dois novos túneis de tubo, grandes o suficiente para o material circulante do Met que se uniria à linha de extensão em uma junção ao norte da estação de Kilburn & Brondesbury e passaria por baixo de Kilburn High Street, Maida Vale e Edgware Road para Baker Street. O plano incluiu três novas estações, Quex Road, Kilburn Park Road e Clifton Road, mas não progrediu após o Ministério dos Transportes revisitar seus Requisitos para linhas de passageiros que exigem um meio de saída em caso de emergência nas extremidades dos trens que circulam em tubos profundos - o estoque de compartimentos usado ao norte de Harrow não cumpria esse requisito. A estação Edgware Road foi reconstruída com quatro plataformas e possuía indicadores de destino de trens, incluindo estações como Verney Junction e Uxbridge.
Na década de 1920, fora do pico havia um trem a cada 4-5 minutos do Wembley Park para Baker Street. Geralmente, havia dois serviços por hora de Watford e Uxbridge, que corriam sem parar a partir de Wembley Park e os serviços de parada começavam a partir de Rayners Lane, Wembley Park e Neasden; a maioria não parava em Marlborough Road e em St John's Wood Road. Fora do pico, as estações ao norte de Moor Park eram geralmente servidas por trens de Marylebone. Durante o pico, os trens se aproximavam de Baker Street a cada 2,5–3 minutos, passando pela Moorgate, Liverpool Street ou Aldgate.
A construção começou em 1929, em um ramal de Wembley Park até a Stanmore, para atender a um novo conjunto habitacional em Canons Park, com estações em Kingsbury e Canons Park (Edgware) (renomeada Canons Park em 1933). O governo novamente garantiu financiamento, desta vez sob a Ata de Garantias e Concessões de Empréstimos para o Desenvolvimento, o projeto também quadruplicou as faixas de Wembley Park a Harrow. A linha foi eletrificada com sinais automáticos de luz colorida controlados por uma caixa de sinalização em Wembley Park e inaugurada em 9 de dezembro de 1932.

### London Passenger Transport Board, 1933
Ao contrário da UERL, a Met lucrava diretamente com o desenvolvimento de empreendimentos residenciais metropolitanos próximos a suas linhas; o Met sempre pagava um dividendo para seus acionistas. Os primeiros relatos não são confiáveis, mas no final do século XIX estavam pagando um dividendo de cerca de 5 por cento. Isso caiu a partir de 1900, quando os bondes elétricos e a Central London Railway atraíram os passageiros; uma baixa de 1⁄2 por cento foi alcançada em 1907-1908. Os dividendos aumentaram para 2% em 1911-1913, quando os passageiros retornaram após a eletrificação; a eclosão da guerra em 1914 reduziu o dividendo para 1%. Em 1921, a recuperação foi suficiente para um dividendo de 21⁄4% para ser pago e, em seguida, durante o boom imobiliário no pós-guerra, para que a taxa aumente constantemente para 5% em 1924-1925. A greve geral de 1926 reduziu isso para 3%; em 1929, estava de volta a 4%.
As locomotivas a vapor foram usadas ao norte de Rickmansworth até o início dos anos 1960 quando foram substituídas após a eletrificação em Amersham e a introdução de várias unidades elétricas, a London Transport retirando seu serviço ao norte de Amersham. Em 1988, a rota de Hammersmith para Aldgate e Barking foi marcada como a linha Hammersmith & City, e a rota das estações de New Cross para Shoreditch se tornou a linha East London, saindo da linha Metropolitan como a rota de Aldgate para Baker Street e para o norte para as estações via Harrow.
Em 1913, a Met recusou uma proposta de fusão feita pela UERL e permaneceu teimosamente independente sob a liderança de Robert Selbie. A Ata Ferroviária de 1921, que se tornou lei em 19 de agosto de 1921, não listou nenhuma das ferrovias subterrâneas de Londres entre as companhias que deveriam ser agrupadas, embora no estágio inicial a Met tivesse sido incluída. Quando as propostas de integração do transporte público em Londres foram publicadas em 1930, a Met argumentou que deveria ter o mesmo status que as quatro ferrovias da linha principal e era incompatível com a UERL por causa de suas operações de frete; o governo viu a Met de maneira semelhante à District, ao operar conjuntamente o círculo interno. Depois da publicação da London Passenger Transport Bill, destinada principalmente a coordenar os pequenos serviços independentes de ônibus, foi publicada em 13 de março de 1931, o Met gastou £ 11 000 se opondo a isso. O projeto de lei sobreviveu a uma mudança no governo em 1931 e a Met não respondeu a uma proposta feita pelo novo governo de que poderia permanecer independente se perdesse seu poder de comando sobre o círculo. Os diretores se voltaram para negociar uma compensação para seus acionistas; até então o número de passageiros havia caído devido à competição de ônibus e à depressão. Em 1932, o último ano completo de operação, foi declarado um dividendo de 15⁄8 por cento. Em 1 de julho de 1933, a London Passenger Transport Board (LPTB) foi criada como uma empresa pública e a Met foi fundida com outras ferrovias subterrâneas, empresas de bondes e operadoras de ônibus. Os acionistas da Met receberam £ 19,7 milhões em ações da LPTB.

### Legado

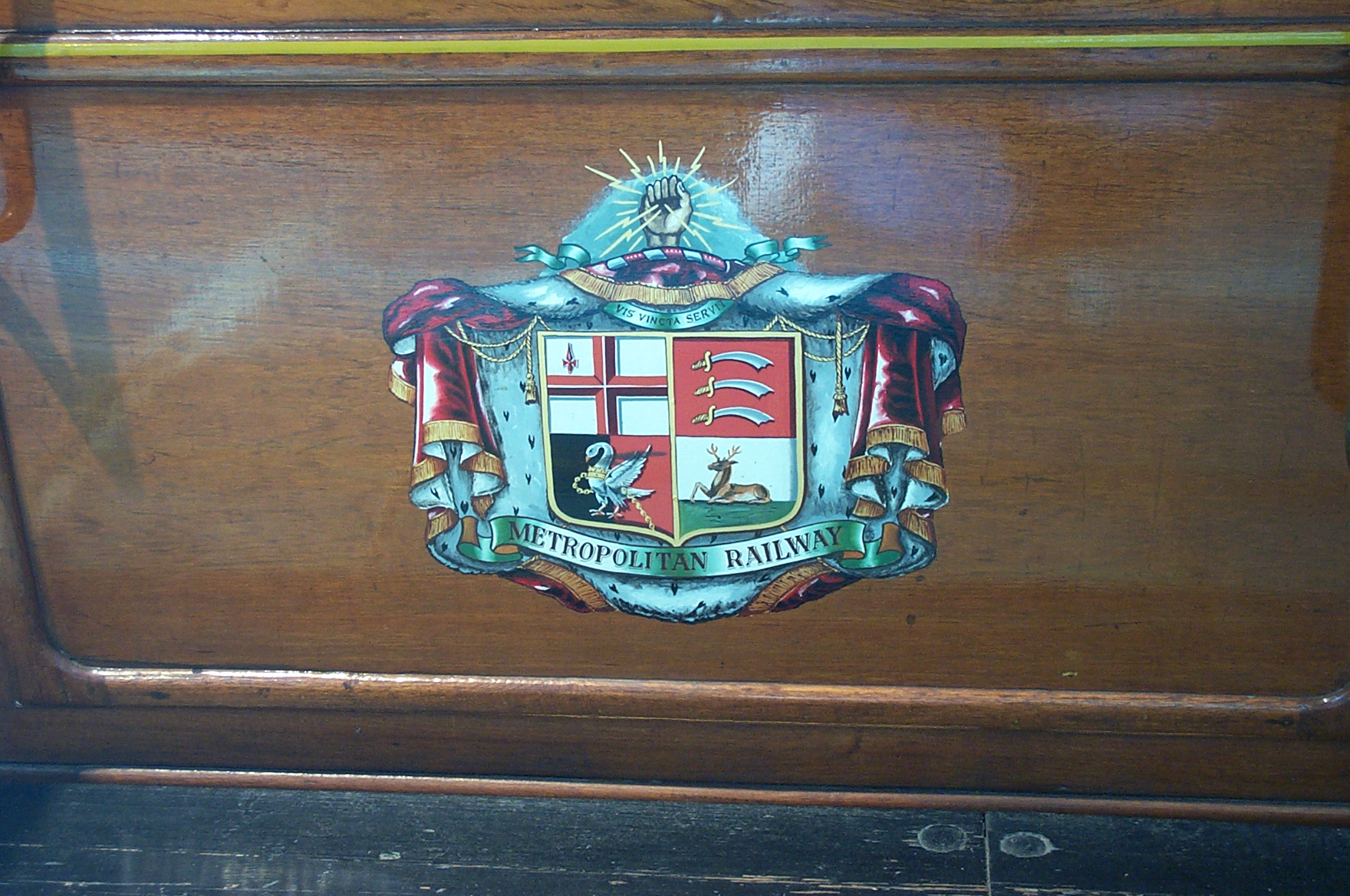
O brasão de armas da Metropolitan Railway, combinando os brasões de Londres, Middlesex, Buckinghamshire e Hertfordshire

A Met se tornou a linha Metropolitan da London Transport, o ramal de Brill foi fechado em 1935, seguida pela linha de Quainton Road até Verney Junction em 1936. A LNER assumiu os trabalhos a vapor e o frete. Em 1936, os serviços da linha Metropolitan foram estendidos de Whitechapel para Barking ao longo da linha District. O New Works Programme fez com que, em 1939, a linha Bakerloo fosse estendida de Baker Street em novos túneis e estações gêmeos para a Finchley Road antes de assumir as estações intermediárias para Wembley Park e o ramal de Stanmore. O ramal foi transferido para a linha Jubilee quando essa linha abriu em 1979. A Great Northern and City Railway permaneceu isolada e foi gerenciada como uma seção da linha Northern até ser adquirida pela British Railways em 1976.
Após a fusão em 1933, a marca "Metro-land" foi rapidamente abandonada. Em meados do século XX, o espírito da Metro-land foi lembrado nos poemas de John Betjeman como "The Metropolitan Railway" publicados na coleção A Few Late Chrysanthemums em 1954 e mais tarde alcançou uma audiência maior com seu documentário de televisão Metro-land, transmitido pela primeira vez em 26 de fevereiro de 1973. O subúrbio da Metro-land é um local do romance Metroland do Bildungsroman de Julian Barnes, publicado pela primeira vez em 1980. Um filme baseado no romance, também chamado Metroland, foi lançado em 1997.